# Kraak en Smaak
Kraak en Smaak, stylisé Kraak & Smaak, est un groupe néerlandais de funk, originaire de Leyde.

## Histoire
En 2008, ils sortent leur deuxième album, Plastic People, dont la chanson titre est écrite par l'artiste britannique Bobby Nio et Mark Brydon du groupe d'electro Moloko. Le premier single de cet album, Squeeze Me, avec le chanteur britannique Ben Westbeech, est un petit succès, avec une position no 6 dans les charts pop néerlandais et une grande rotation dans le monde entier. La vidéo du réalisateur néerlandais Andre Maat, sur le thème du flip book, reçoit le soutien du blogueur américain Perez Hilton et du rappeur et producteur Kanye West, et est récompensée à plusieurs reprises. Aux États-Unis, l'album et le single sont publiés par Ultra Records et Annie Mac, la DJ de BBC Radio 1, demande à Kraak en Smaak d'enregistrer un minimix.
Le magazine IDJ décrit Kraak en Smaak comme un « groupe live à voir absolument ». En 2013, Kraak en Smaak sortent leur quatrième album, Chrome Waves, suivi de Chrome Waves Remixed en 2014. En 2016, leur cinquième album studio Juicy Fruit sort,, également suivi d'un album de remix en 2017. En 2018, Kraak en Smaak mixent l'album Poolside Miami.

## Discographie

### Albums studio
- 2005 : Boogie Angst (Jalapeno Records, PIAS)
- 2008 : Plastic People (Jalapeno Records, PIAS)
- 2011 : Electric Hustle (Jalapeno Records, PIAS)
- 2013 :  Chrome Waves (Jalapeno Records)
- 2016 : Juicy Fruit (Jalapeno Records)
- 2019 : Pleasure Centre (Boogie Angst)

### Compilations
- 2018 : Poolside Miami (Toolroom Longplayer)

### Singles et EP
- 2006 : Keep Me Home (Jalapeno Records, Quango Music, PIAS Benelux)
- 2007 : Funk Ass Rotator  (Jalapeno Records)
- 2007 : No Sun in the Sky (Jalapeno Records, Quango Music)
- 2008 : Plastic People (feat. Bobby Nio) (Jalapeno Records)
- 2008 : Squeeze Me (Jalapeno Records)
- 2008 : That's Our Word (Jalapeno Records)
- 2009 : I Ain't Gonna Take It No More (Jalapeno Records)
- 2010 : Dynamite feat. Sebastian (Jalapeno Records)
- 2010 : Kraak Beats Volume 1 (Jalapeno Records)
- 2011 : Call Up to Heaven feat. Lex Empress (Jalapeno Records)
- 2016 : I Don't Know Why feat. Mayer Hawthorne (Jalapeno Records)
- 2021 : Scirocco (Boogie Angst)
- 2021 : All I Need (feat. iogi) (Boogie Angst)

### Remixes notables
- 2010 :  Darwin Deez - Bad Day (Lucky Number)
- 2011 : Moby - The Day (Little Idiot)